# 川崎市立高津小学校
川崎市立高津小学校（かわさきしりつ たかつしょうがっこう）は、神奈川県川崎市高津区溝口4丁目にある公立小学校。

## 沿革
- 1873年（明治6年） - 宗隆寺を仮校舎として、溝口学舎開校。
- 1874年（明治7年） - 溝口233番地に校舎を新築し、溝口学校と改称。二子・久地・坂戸・積善学校も開校。
- 1892年（明治25年） - 久地・溝口の2学校が合併して、尋常高等第一高津小学校と改称。二子・積善・坂戸の3学校が合併し、尋常高等第二高津小学校開校。
- 1912年（明治45年）7月4日 - 尋常高等第一高津小学校と尋常高等第二高津小学校が統合し、高津村立尋常高等高津小学校創立。7月4日を開校記念日と定める。
- 1919年（大正3年） - 溝口75番地（現在の帝京病院付近）に、新校舎完成。
- 1923年（大正12年）
  - 日付不明 - 高津村立高津尋常高等小学校と改称。
  - 9月1日 - 12時頃に発生した関東大震災により、校舎全壊。新校舎完成まで、5学年までは周辺地域の寺院・神社を間借り、6学年は校地に建てたバラック校舎で、それぞれ授業を行った。
- 1926年（大正15年） - 現在地に新校舎完成。
- 1928年（昭和3年） - 高津村の町制施行により、高津町立高津尋常高等小学校と改称。
- 1936年（昭和11年） - 創立25周年。校歌と二宮金次郎像ができる。
- 1937年（昭和12年）4月1日 - 高津町が川崎市に合併されたため、川崎市立高津尋常高等小学校と改称。
- 1939年（昭和14年） - 木造2階建の校舎増築。
- 1944年（昭和19年）8月 - 戦局の悪化により、学童疎開実施。
- 1947年（昭和22年）4月1日 - 新学制（学制改革）により、川崎市立高津小学校と改称。
- 1948年（昭和23年） - PTA発足。
- 1950年（昭和25年）4月1日 - 一部学区が分離し、東高津小学校が開校[1]。
- 1960年（昭和35年） - 鉄筋校舎完成。
- 1963年（昭和38年） - 創立50周年。同年、火災により、木造校舎消失。
- 1967年（昭和42年）
  - 4月1日 - 久地小学校開校により、平瀬川以西の地域から通う児童を転籍。
  - 7月1日 - プール完成。
- 1993年（平成5年） - 創立80周年記念式典挙行。
- 1996年（平成8年） - 現在の校舎の建設開始。
- 1998年（平成10年）10月3日 - 新校舎落成し、落成記念式典挙行。
- 2003年（平成15年）11月 - 創立90周年記念式典挙行。
- 2012年（平成24年）11月10日 - 創立100周年兼学舎創立140周年記念式典挙行[2]。
- 2013年（平成25年）7月17日 - 10年前の創立90周年に、当時の在校生が校庭脇に埋めたタイムカプセルを開ける開封式を行った[3]。
- 2020年（令和2年）7月 - 2021年（令和3年）2月まで、職員室・事務室の増築工事と職員室玄関とエレベーターの工事実施[4]。
- 2022年（令和4年）12月3日 - 創立110周年兼学舎創立150周年記念式典挙行[5]。
- 2022年（令和4年）ｰ 内装に木材をふんだんに使った新校舎が落成。
- 2026年（令和8年）夏頃  ｰ 新給食室（第二給食室）が完成予定。（工事は2025年夏季から）

## 出身者
- 濱田庄司 - 益子焼の陶芸家。人間国宝。
- 岡本かの子 - 歌人。夫は漫画家の岡本一平。芸術家の岡本太郎の母。
- 大貫雪之助 - 詩人。かの子の兄。将来を期待されたが、29歳の若さで急逝。大貫家は二子宿の豪商。
- 与謝野佐保子 - 与謝野鉄幹・晶子夫妻の三女。下野毛の池田家の養女となっていた。
- 安田伸 - クレージーキャッツのメンバー。6年生の途中まで在学。

## 周辺
- 幼児教育センター - 同一敷地内
- 川崎市立高津図書館 - 敷地が隣接
- 川崎溝ノ口郵便局
- 国道409号
- 川崎信用金庫高津支店
- 神奈川県警高津警察署
- 高津こども文化センター
- 溝口南公園
- 東急田園都市線高津駅

## 学区
- 溝口2丁目・溝口3丁目（4番以降）・溝口4丁目・溝口5丁目・溝口6丁目・二子1丁目・二子2丁目・久地1丁目（1番～26番、27番(10号以降)、28番(9号以降)、29番～35番）、大字久地（155番～159番）[6]

## アクセス
以下の表の情報はすべて2025年3月現在のもの。
| 通っている路線・会社   | バス停名・駅名・出口(駅のみ) | 系統・方面(バスのみ) | 距離(約)・所要時間(徒歩・約) |
| ---------------------- | ---------------------------- | --- | ---------------------------- |
| 東急田園都市線         | 高津駅・西口                 | ー | 360m・5分                    |
| 東急バス・川崎市営バス | 高津駅前                     | <溝02・03><川31・32> 小杉駅前方面 | 360m・5分                    |
| 東急バス・川崎市営バス | 高津駅前                     | <溝02> 新平瀬橋方面 <川31・32><溝03> 溝口駅前方面                                                                                       | 360m・5分                    |
| 東急バス・川崎市営バス | 高津                         | <溝02> 新平瀬橋方面 <川31・32><溝03> 溝口駅前方面                                                                                       | 140m・2分                    |
| 東急バス・川崎市営バス | 高津                         | <溝02・06> 新平瀬橋・向丘遊園駅南口方面 <溝02・03><川31・32> 小杉駅前方面 ※溝02に関しては、溝口駅前始発のバスのみ <溝22> 高津営業所方面 | 160m・2分                    |
| 東急バス・川崎市営バス | 高津                         | <溝02> 小杉駅前方面 ※新平瀬橋始発のバスのみ                                                                                             | 40m・1分                     |